# The Bell
The Bell (prt: O Sino) é um romance da escritora anglo-irlandesa Iris Murdoch. Publicado em 1958, o livro é seu quarto romance. Ele se passa em uma comunidade religiosa secular situada ao lado de uma comunidade enclausurada de freiras Beneditinas no condado de Gloucester.

## Enredo
O enredo se passa no Tribunal de Imber, uma casa de campo no condado de Gloucester que é base de uma pequena comunidade religiosa secular anglicana. Ela se encontra ao lado da Abadia de Imber, um convento pertencente a uma comunidade enclausurada de freiras Beneditinas. O dono do Tribunal de Imber e líder de facto da comunidade é Michael Meade, um ex-professor com pouco menos de 40 anos de idade. A comunidade se sustenta através de uma horta.
O romance começa com a jornada de trem de Dora Greenfield de Londres a Imber. Dora é uma jovem ex-estudante de artes e esposa do exigente Paul Greenfield, um historiador de arte que está como convidado no Tribunal de Imber enquanto estuda manuscritos do século XIV pertencentes à Abadia. Dora havia deixado seu marido seis meses antes, mais foi convencida a voltar para ele. No mesmo trem estão Toby Gashe, um garoto de 18 anos que acabou de concluir a escola e passará algumas semanas como convidado no Tribunal de Imber antes de ingressar em uma universidade, e James Tayper Pace, um membro da comunidade que havia anteriormente gerido um abrigo e ajudado grupos de jovens no East End de Londres.
Entre os membros da comunidade se encontram Catherine Fawley, uma jovem que está se preparando para ingressar no convento como uma freira. Seu irmão gêmeo, Nick Fawley, está vivendo na casa de guarda do Tribunal de Imber. Nick é um sujeito perturbado e problemático, constantemente bêbado, que foi convidado ao Tribunal de Imber a pedido de sua irmã na esperança de que o ambiente espiritual o ajudasse. Catorze anos mais cedo, Michael, então professor com aspirações ao sacerdócio, tinha se apaixonado por Nick, seu então pupilo adolescente. A relação não foi consumada e era aparentemente mútua, mas Nick informou o diretor da escola e, como resultado, Michael perdeu seu emprego e deixou de ver Nick até sua estadia no Tribunal de Imber, onde os dois não reconhecem terem se conhecido no passado.
A Abadia, separada do Tribunal por um lago, possui uma torre do sino, mas esta carece de um sino. Pouco depois de sua chegada, Paul conta a Dora sobre uma lenda de séculos de que o sino original do século XII havia voado da torre e caído no lago depois de uma das freiras quebrar seu juramento ao receber um amante na Abadia. Um novo sino está sendo produzido e chegará em breve; ele será primeiro levado ao Tribunal de Imber para um batismo pelo Bispo, e depois carregado sobre uma ponte através do lago para ser instalado na Abadia.
Depois de alguns dias, Michael leva Toby consigo para uma cidade vizinha para comprar um cultivador mecânico que a comunidade havia concordado em adquirir para uso na horta. Eles jantam em um bar, onde Michael bebe muita sidra e, no caminho de volta, percebe que está atraído por Toby, beijando-o impulsivamente ao chegar em casa. Toby fica chocado, e Michael se arrepende e pede perdão a Toby, que concorda em não dizer nada sobre o incidente.
Toby, um nadador e mergulhador nato, descobre um grande objeto submerso no lago que conclui ser um sino, apesar de não ter ouvido sobre a lenda. Quando ele conta a Dora sobre sua descoberta, ela decide que eles deveriam recuperar o sino e secretamente substituí-lo pelo novo. Ela convence Toby a concordar com o plano, e ele usa um trator para puxar o sino para fora do lago e escondê-lo em um anexo do Tribunal, preparando-se para realizar a troca na noite anterior à cerimônia. Entretanto, o plano falha, já que Toby é impedido de se encontrar com Dora ao ser confrontado por Nick. Nick diz a Toby que viu Michael beijando-o, e o acusa de flertar com Michael e Dora. Depois de triunfar em um confronto físico entre os dois, Nick envia Toby para se confessar com James Tayper Pace.
Enquanto o novo sino é carregado sobre a ponte para sua entrada cerimonial na Abadia, ele cai no lago. Mais tarde, descobre-se que a ponte havia sido sabotada, e Nick é o suspeito. Catherine foge e tenta se afogar no lago. Dora tenta salvá-la, mas não sabe nadar, e ambas são resgatadas por uma freira que observava o incidente do lado do lago onde a Abadia se encontrava. Quando Michael chega na cena, se torna evidente que Catherine está apaixonada por ele e tendo um colapso mental. No dia seguinte, Catherine é levada a uma clínica em Londres, James confronta Michael sobre a confissão de Toby, e Nick comete suicídio. Depois destes eventos, a comunidade é dissolvida. Toby vai para a Universidade de Oxford e Dora novamente abandona Paul e volta a seus estudos.

## Temas principais
Um tema importante do romance é a busca por uma vida espiritual em uma era materialista, que o Tribunal de Imber tenta alcançar ao se separar parcialmente do mundo secular. O Tribunal de Imber é supostamente um refúgio para pessoas "semi-contemplativas" que "não conseguem encontrar um trabalho que as satisfaça no mundo normal".
O orgulho espiritual dos membros da comunidade é a fonte de muito do humor do romance, como quando um membro oficioso da comunidade avisa a Dora que ela havia quebrado uma regra contra trazer flores frescas à casa. Por outro lado, a forasteira irreligiosa Dora, que é vista com condescendência pelos membros da comunidade, é o único personagem cujo interesse real e imparcial por outras pessoas permite perceber a perturbação interior sentida por Catherine Fawley. De forma similar, Michael percebe tarde demais que se importava demais com seu próprio bem-estar espiritual para conseguir ajudar Nick.
A natureza da virtude, outro tema importante, é o objeto de duas palestras dominicais ministradas à comunidade por James e Michael. James insiste que as pessoas devem buscar a perfeição através da observância cega de um código moral estrito, um ponto de vista que atrai por sua simplicidade. Michael, por outro lado, deixa mais espaço para as debilidades humanas e sugere o aprimoramento moral, ao invés da perfeição, como um objetivo razoável.
A homossexualidade secreta de Michael Meade é um aspecto importante do romance, que foi publicado um ano depois da recomendação do relatório Wolfenden para que atos homossexuais privados envolvendo adultos com consentimento fossem descriminalizados. Sua homossexualidade é apresentada sem "fanfarras ou políticas" como uma variedade de amor. Murdoch foi notável por sua representação empática de personagens homossexuais e, depois de The Bell, pelo menos um personagem gay apareceu em cada um de seus romances.
A estrutura do romance é caracterizada por várias duplas e "pares contrastantes", incluindo os gêmeos Nick e Catherine Fawley, o sino novo e o velho, as duas comunidades no Tribunal e na Abadia de Imber e as duas confissões de Nick e Toby, ambos amados por Michael mas que o traem. Esses pares, que contribuem para uma "simetria agradável" do enredo, também foram analisados de acordo com a visão platônica de Murdoch sobre a realidade.
Música de vários tipos aparece frequentemente e o som é importante através do romance. Os sons incluem canções dos pássaros na floresta, ouvidas em diversas cenas, bem como a imitação de pássaros por um dos membros da comunidade. As freiras são ouvidas cantando em sua capela e alguns do Tribunal de Imber cantam madrigais e ouvem Bach, para desgosto de Dora, apesar de mais tarde começar a apreciar Mozart.

## Adaptações

### Televisão
The Bell foi adaptado como uma minissérie de quatro partes por Reg Gadney. Dirigida por Barry Davis e com trilha sonora de Marc Wilkinson, ela foi transmitida na BBC Two a partir de 13 de janeiro de 1982. O elenco incluiu Ian Holm como Michael Meade, Tessa Peake-Jones como Dora Greenfield, e Michael Maloney como Toby Gashe.

### Rádio
Uma adaptação em três partes de The Bell por Michael Bakewell foi transmitida na série Classic Serial da BBC Radio 4 em novembro de 1999. Entre o elenco, estavam Cathryn Bradshaw como Dora e Jamie Bamber como Toby.